# 辻元 (数学者)
辻 元（つじ はじめ、1957年 - ）は、日本の数学者。専門は、代数幾何学・複素多様体論。上智大学理工学部情報理工学科教授。理学博士（東京都立大学、1988年）。

## 略歴

### 学歴
- 1980年3月31日 ‐ 東京大学、理学士
- 1982年3月31日 ‐ 東京都立大学、理学修士
- 1988年10月31日 ‐ 東京都立大学、理学博士
  - 博士論文 『極小代数多様体上のケーラーアインシュタイン計量』

### 職歴
- 1998年度 ‐ 2003年度 東京工業大学大学院理工学研究科助教授
- 2001年度 東京工業大学総合理工助教授
- 2003年度 ‐ 2007年度 上智大学理工学部教授
- 2009年度 ‐ 2012年度 上智大学理工学部教授
- 2009年度 - 上智大学理工学部情報理工学科教授

## 学会
- 1988年 - 日本数学会会員
- 2004年6月 - Journal of the Meteorological Society of Japan編集委員

## 受賞
- 2002年9月 日本数学会幾何学賞[1]
  - 受賞業績 複素代数幾何学における特異エルミート計量の構成と応用